# Macalpinomyces ugandensis
Macalpinomyces ugandensis är en svampart som beskrevs av Vánky 2003. Macalpinomyces ugandensis ingår i släktet Macalpinomyces och familjen Ustilaginaceae.   Inga underarter finns listade i Catalogue of Life.